# Тайя (община)
Тайя (нем. Thaya) — ярмарочная община (нем. Marktgemeinde) в Австрии, в федеральной земле Нижняя Австрия. Находится в верхнем течении реки Тайя, от которой и получила своё название.
Входит в состав округа Вайдхофен. Население составляет 1448 человек (на 31 декабря 2005 года). Занимает площадь 43,34 км². Официальный код — 32217.

## Политическая ситуация
Бургомистр коммуны — Эдуард Кёк (АНП) по результатам выборов 2005 года.
Совет представителей коммуны (нем. Gemeinderat) состоит из 19 мест.
- АНП занимает 10 мест.
- Партия UB U. F занимает 5 мест.
- СДПА занимает 4 места.